# Трилапа жаба

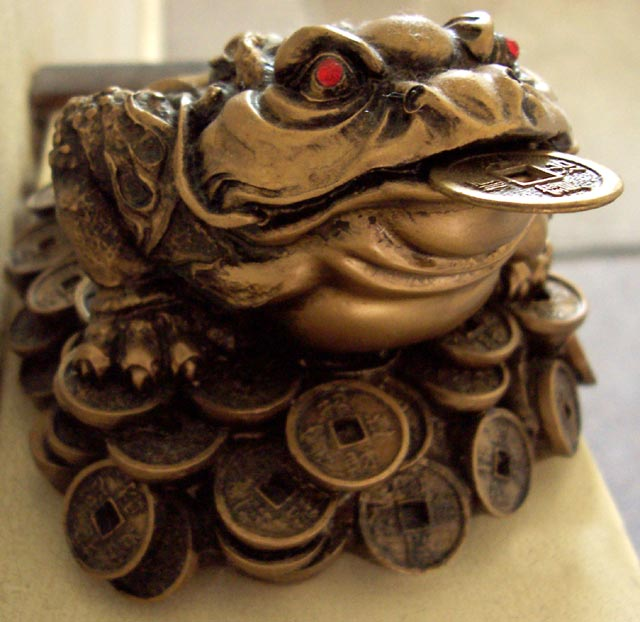
Статуетка трилапої жаби

Трилапа жаба (кит. спр. 招財蟾蜍, піньїнь: zhāocái chánchú, акад. чжаоцай чаньчу), рідше Чань Чу — в китайській культурі символ багатства, жаба з трьома лапами. Колись була істотою злісною і мстивою настільки, що люди звернулися до Будди. В процесі приборкування жаба втратила одну зі своїх лап. Як розплату за свої гріхи випльовує золоті монети. Тому зображується сидячою на стосику золотих монет, тримає одну з них у роті, часто з червоними очима і ніздрями.

## Метод використання
Трилапу жабу використовують як «магніт» для грошей. Її найкраще розташовувати біля дверей житла так, нібито вона заскакує до будинку. Якщо є декілька жаб, їх ставлять у різні кімнати. Жабу не можна ставити високо, оскільки за переказами жаби бояться висоти. Китайці дуже люблять цей талісман і використовують його удома і у бізнесі. Жабу треба щодня гладити, щоб монета випадала з рота.

## Історія
За легендою, Чань Чу раніше був злим розбійником, який грабував і вбивав усіх, кого зустрічав на своєму шляху. Через деякий час він настільки озлобився, що почав нападати на нижчі божества, після чого останні звернулися до Будди. Будда покарав Чань Чу, забравши одну з чотирьох лап. Тепер, замолюючи гріхи, Чань Чу намагається допомогти людям розбагатіти. Також він має захищати їх.

### Ресурси Інтернету
- Вікісховище має мультимедійні дані за темою: Трилапа жаба
- Ch'an Chu: The Lucky Money Toad, The Anthropology of Money in Southern California